# Rontalon
Rontalon és un municipi francès situat al departament del Roine i a la regió d'Alvèrnia-Roine-Alps. L'any 2007 tenia 1.077 habitants.

## Demografia

### Població
El 2007 la població de fet de Rontalon era de 1.077 persones. Hi havia 380 famílies de les quals 80 eren unipersonals (56 homes vivint sols i 24 dones vivint soles), 104 parelles sense fills, 172 parelles amb fills i 24 famílies monoparentals amb fills.
La població ha evolucionat segons el següent gràfic:
Habitants censats

### Habitatges
El 2007 hi havia 445 habitatges, 396 eren l'habitatge principal de la família, 31 eren segones residències i 18 estaven desocupats. 353 eren cases i 89 eren apartaments. Dels 396 habitatges principals, 277 estaven ocupats pels seus propietaris, 112 estaven llogats i ocupats pels llogaters i 7 estaven cedits a títol gratuït; 15 tenien una cambra, 34 en tenien dues, 65 en tenien tres, 103 en tenien quatre i 179 en tenien cinc o més. 305 habitatges disposaven pel capbaix d'una plaça de pàrquing. A 164 habitatges hi havia un automòbil i a 213 n'hi havia dos o més.

### Piràmide de població
La piràmide de població per edats i sexe el 2009 era:
| Homes | Edats   | Dones |
| ----- | ------- | ----- |
| 0     | 95 o +  | 0     |
| 0     | 90 a 94 | 0     |
| 0     | 85 a 89 | 12    |
| 4     | 80 a 84 | 12    |
| 20    | 75 a 79 | 28    |
| 12    | 70 a 74 | 36    |
| 8     | 65 a 69 | 4     |
| 12    | 60 a 64 | 0     |
| 32    | 55 a 59 | 32    |
| 36    | 50 a 54 | 28    |
| 24    | 45 a 49 | 16    |
| 44    | 40 a 44 | 36    |
| 40    | 35 a 39 | 28    |
| 36    | 30 a 34 | 28    |
| 32    | 25 a 29 | 36    |
| 32    | 20 a 24 | 24    |
| 29    | 15 a 19 | 44    |
| 28    | 10 a 14 | 44    |
| 52    | 5 a 9   | 16    |
| 28    | 0 a 4   | 32    |

## Economia
El 2007 la població en edat de treballar era de 704 persones, 552 eren actives i 152 eren inactives. De les 552 persones actives 529 estaven ocupades (295 homes i 234 dones) i 23 estaven aturades (10 homes i 13 dones). De les 152 persones inactives 63 estaven jubilades, 56 estaven estudiant i 33 estaven classificades com a «altres inactius».

### Ingressos
El 2009 a Rontalon hi havia 407 unitats fiscals que integraven 1.105 persones, la mediana anual d'ingressos fiscals per persona era de 18.183 €.

### Activitats econòmiques
Dels 40 establiments que hi havia el 2007, 2 eren d'empreses alimentàries, 3 d'empreses de fabricació d'altres productes industrials, 10 d'empreses de construcció, 7 d'empreses de comerç i reparació d'automòbils, 2 d'empreses de transport, 1 d'una empresa d'hostatgeria i restauració, 1 d'una empresa d'informació i comunicació, 1 d'una empresa immobiliària, 8 d'empreses de serveis i 5 d'empreses classificades com a «altres activitats de serveis».
Dels 12 establiments de servei als particulars que hi havia el 2009, 1 era un paleta, 2 guixaires pintors, 2 fusteries, 4 lampisteries, 1 electricista, 1 perruqueria i 1 restaurant.
Dels 2 establiments comercials que hi havia el 2009, 1 era una botiga de més de 120 m² i 1 una fleca.
L'any 2000 a Rontalon hi havia 50 explotacions agrícoles que ocupaven un total de 731 hectàrees.

## Equipaments sanitaris i escolars
El 2009 hi havia una escola elemental.

## Poblacions més properes
El següent diagrama mostra les poblacions més properes.